# Société d'Erchin
La Société d'Erchin est une société de recherche de houille qui a exécuté un sondage en 1838 à Auberchicourt, puis a ouvert une fosse à Erchin, qui a été abandonnée avant d'avoir pu produire. Ses travaux interviennent pendant une période de fièvre de recherches de la houille dans le Nord puis le Pas-de-Calais. De nombreuses sociétés tentent de s'établir au nord et au sud des concessions déjà instituées d'Aniche ou Anzin. Toutes espèrent avoir le même succès que la Compagnie des mines de Douchy, qui s'est établie quelques années plus tôt avec grand succès au sud de la concession d'Anzin.

## Historique
Les années 1830 - 1840 se caractérisent par un grand élan pour les entreprises industrielles de toute nature, particulièrement pour les mines de houille. Dans le Nord, cet engouement fait suite à la découverte par la toute récente compagnie des mines de Douchy d'un riche gisement de charbon gras. Le sol, ou un vingt-sixième de cette compagnie, qui se vendait à peine 2 230 francs en février 1833, atteint en janvier 1834 le prix exorbitant de 300 000 francs. Les demandes de concessions se multiplient dans la région (il y en aura jusqu'à 70 en 1837). Cette fièvre des recherches de charbon a pour conséquence la création d'un grand nombre de compagnies ou de sociétés, dont peu finalement sont parvenues à durer. 
La Société d'Erchin rencontre la houille dans un sondage à Auberchicourt en 1838. Elle ouvre donc une fosse à Erchin qui est abandonnée en 1839, après qu'un sondage a été effectué au fond du puits, et révélé la présence de schistes houiller et de deux passée charbonneuses. À la suite de cela, la Société d'Erchin disparaît. La Compagnie des mines d'Azincourt, formée par le regroupement des quatre sociétés Azincourt, Carette et Minguet, d'Étrœungt, et d'Hordain-sur-l'Escaut, obtient le 29 décembre 1840 une concession de 870 hectares. Lorsque cette superficie est portée à 2 182 hectares par le décret du 15 février 1860, les terrains où était située la fosse d'Erchin sont englobés dans la concession d'Azincourt.

### Sondage d'Auberchicourt
50° 19′ 28″ N, 3° 14′ 00″ E
Le sondage d'Auberchicourt est effectué en 1838 par la Société d'Erchin au sud de la commune et amené à la profondeur de 146 mètres. Une passée de trente centimètres de houille y est rencontrée.

### Fosse d'Erchin
50° 18′ 44″ N, 3° 09′ 58″ E
La fosse d'Erchin est creusée en 1838 à la suite du sondage, au sud de la commune, à plus de 2 500 mètres de la future fosse Saint Roch des mines d'Azincourt. Le fonçage est interrompu en février 1839 à la profondeur de 101,50 mètres, après avoir enfoncé de seulement treize mètres le puits dans les dièves. La même année, un sondage de 56 mètres de profondeur a rencontré le tourtia à 144 mètres, puis des schistes houillers et deux passées charbonneuses.
Le diamètre du puits est de trois mètres, sa profondeur de 101,50 mètres. La composition du cuvelage est inconnue. Le terrain houiller n'a pas été atteint. Il n'y a aucun étage de recette, le puits est « borgne », il s'agit d'une avaleresse, d'où le fait que cette fosse est parfois nommée Erchin Avaleresse, ou Avaleresse d'Erchin. Depuis 2003, une tête de puits non matérialisée signale le puits, d'une manière assez imprécise, puisqu'elle indique que le puits est à 300 mètres au sud-sud-ouest, alors qu'il est à la même distance, mais à l'ouest-nord-ouest.

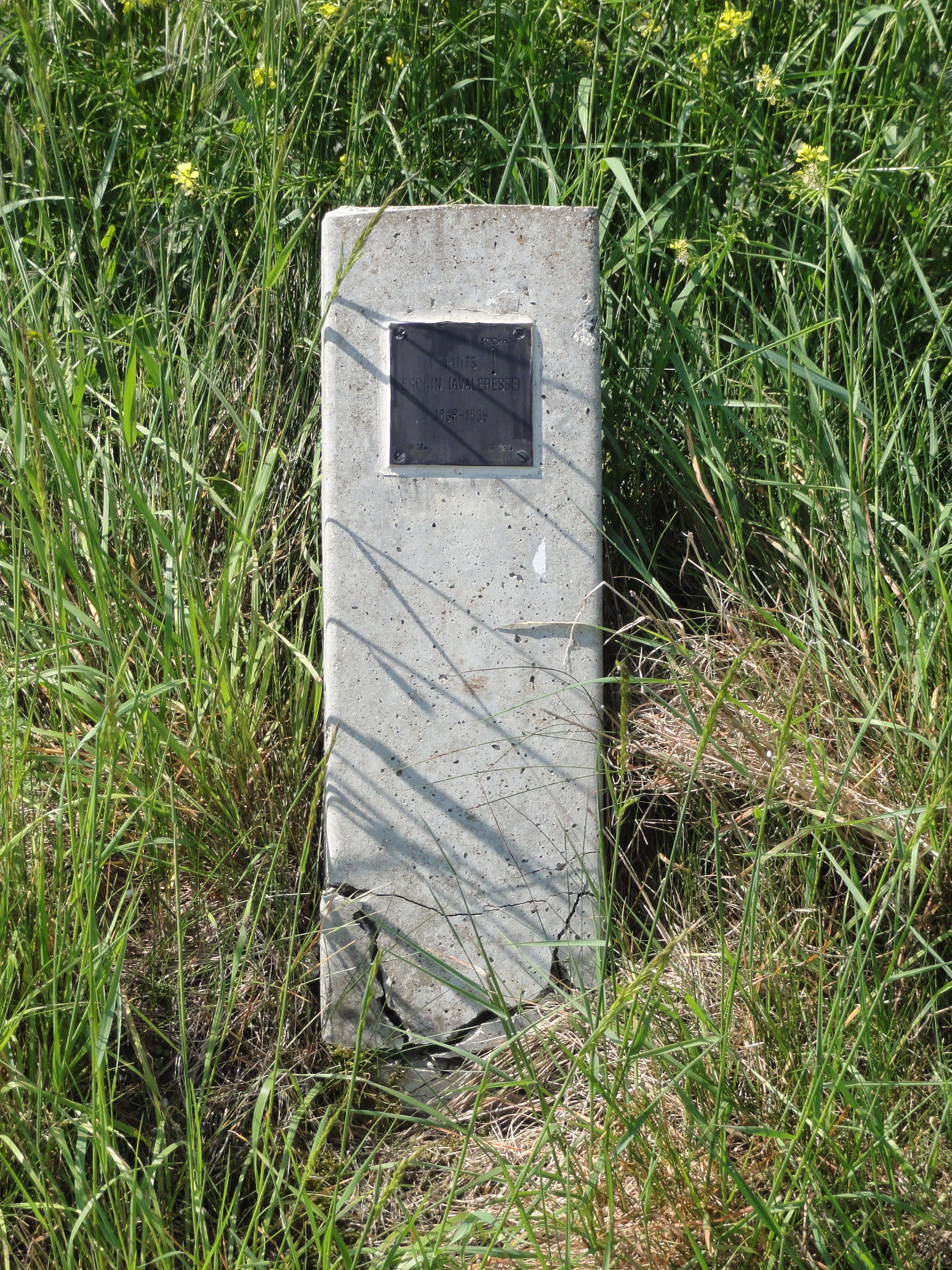
La tête de puits non matérialisée.
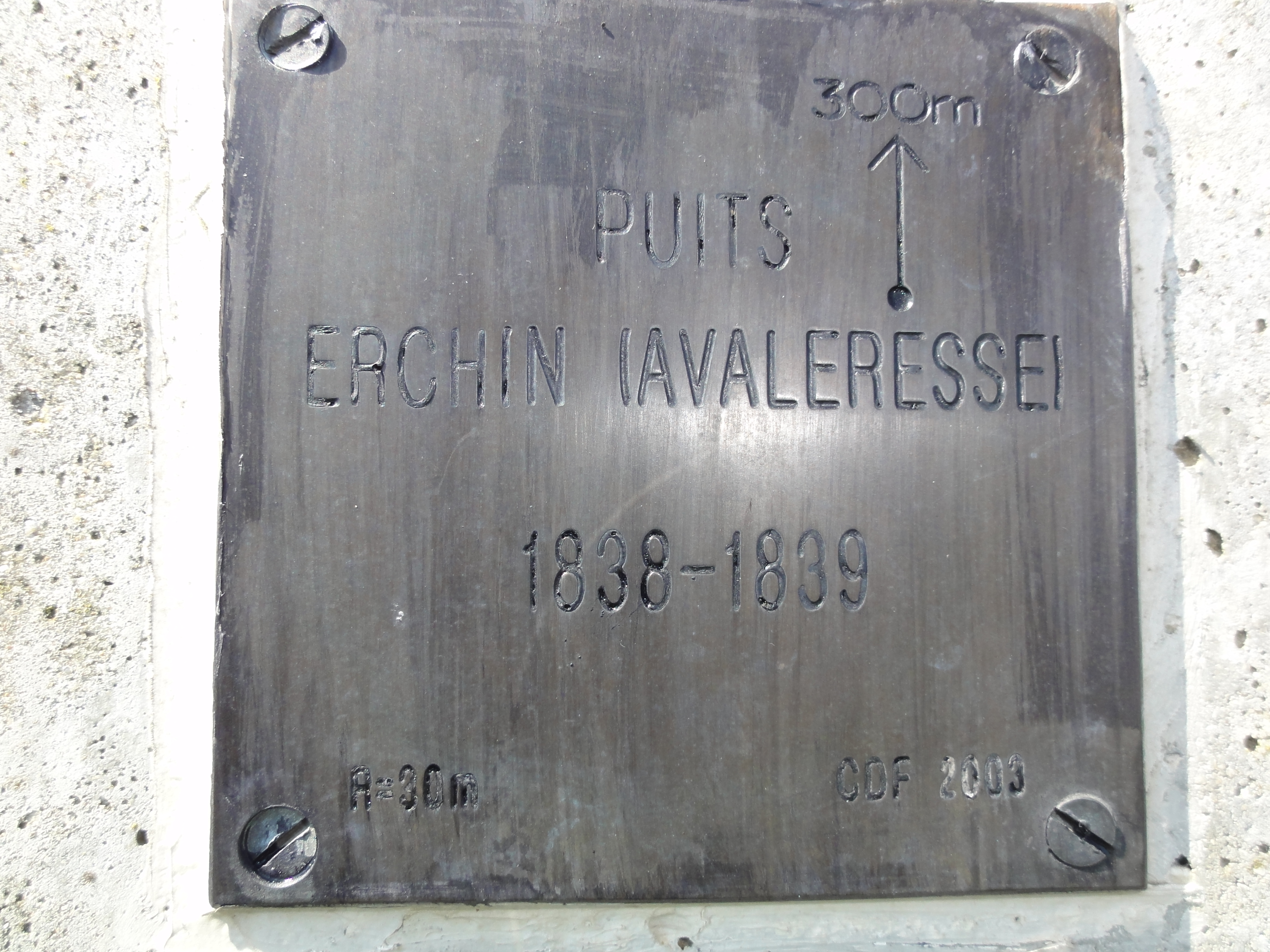
Puits Erchin (Avaleresse), 1838 - 1839.
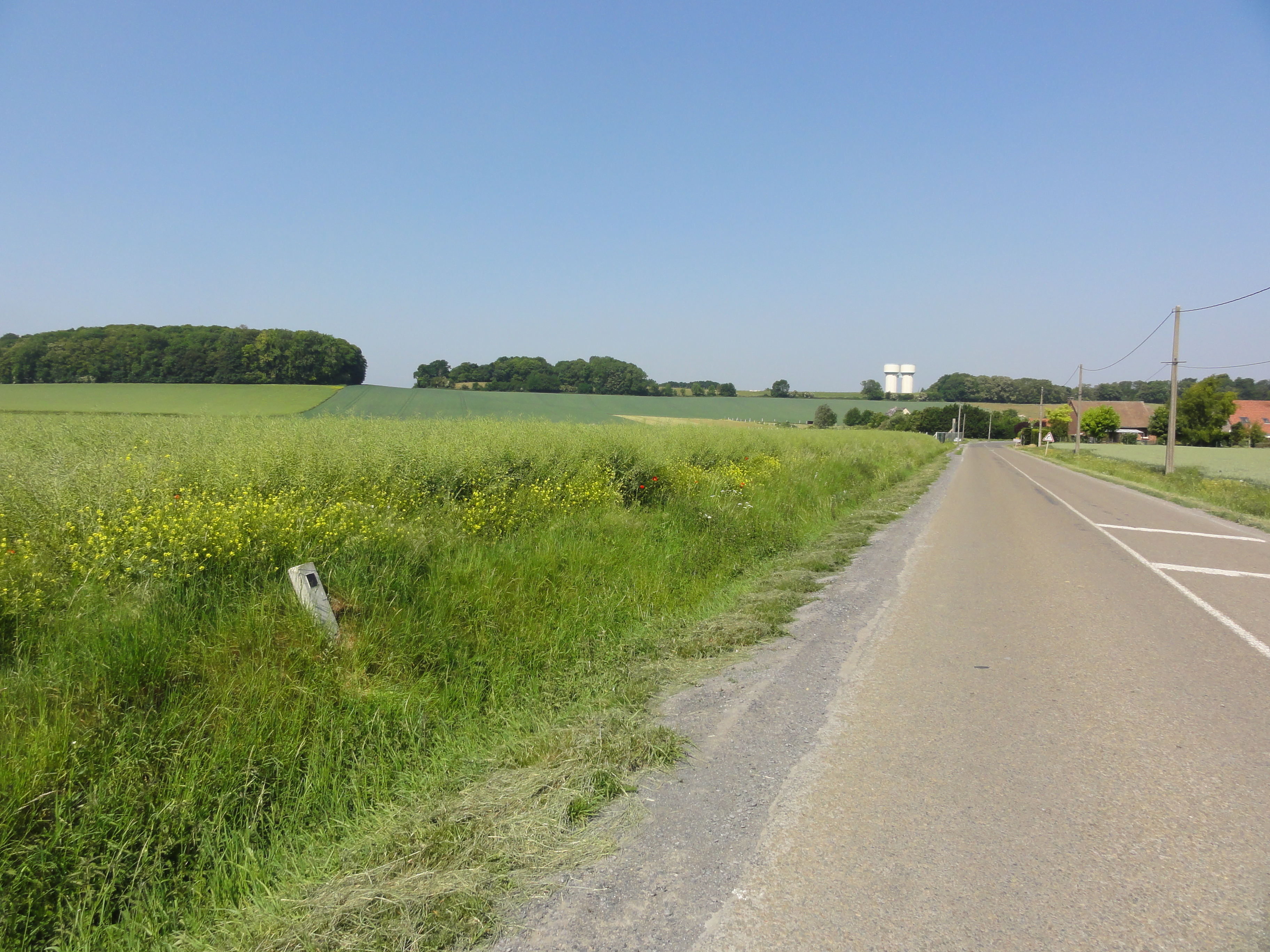
Vers Erchin.
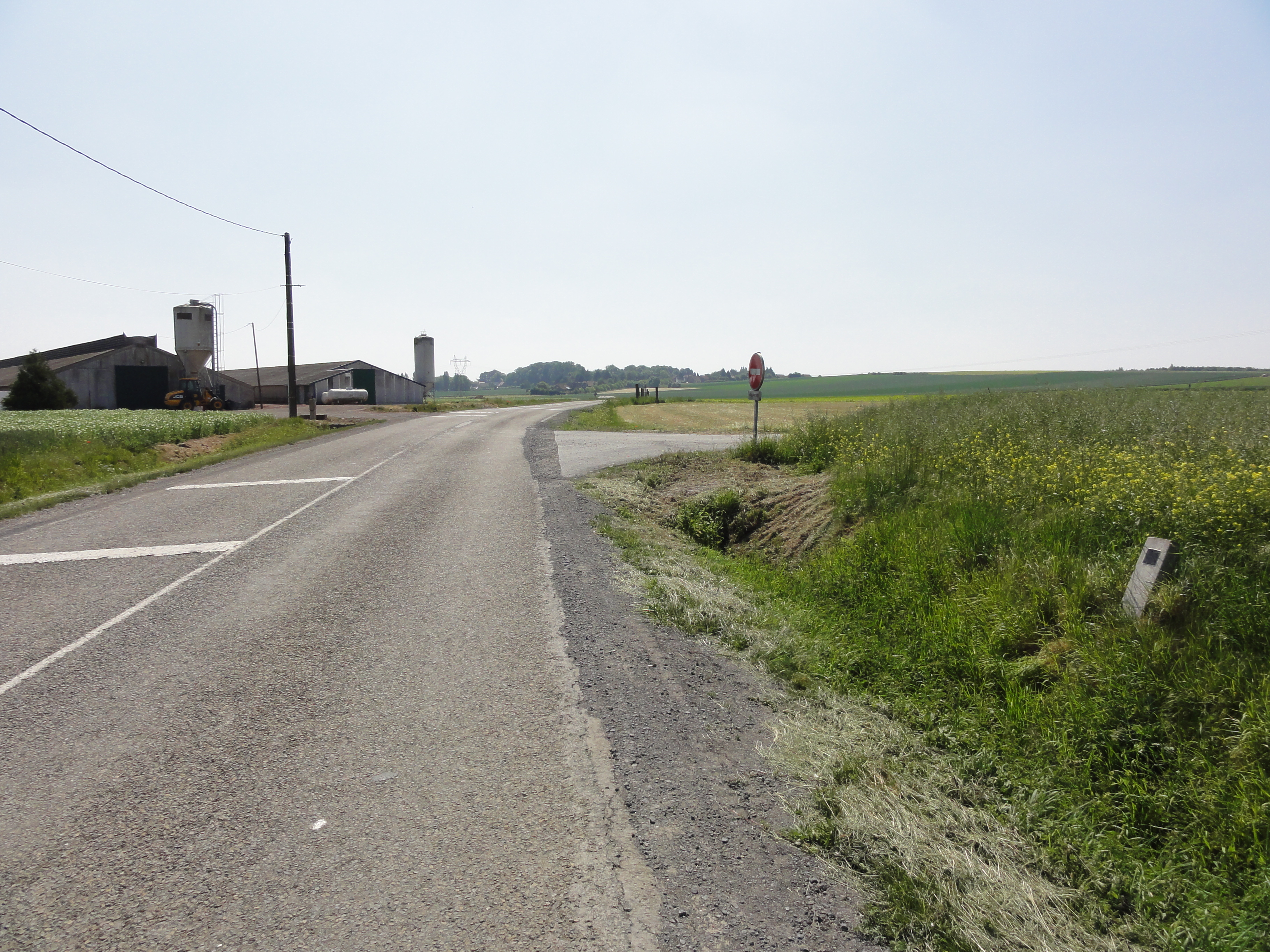
Vers Villers-au-Tertre.
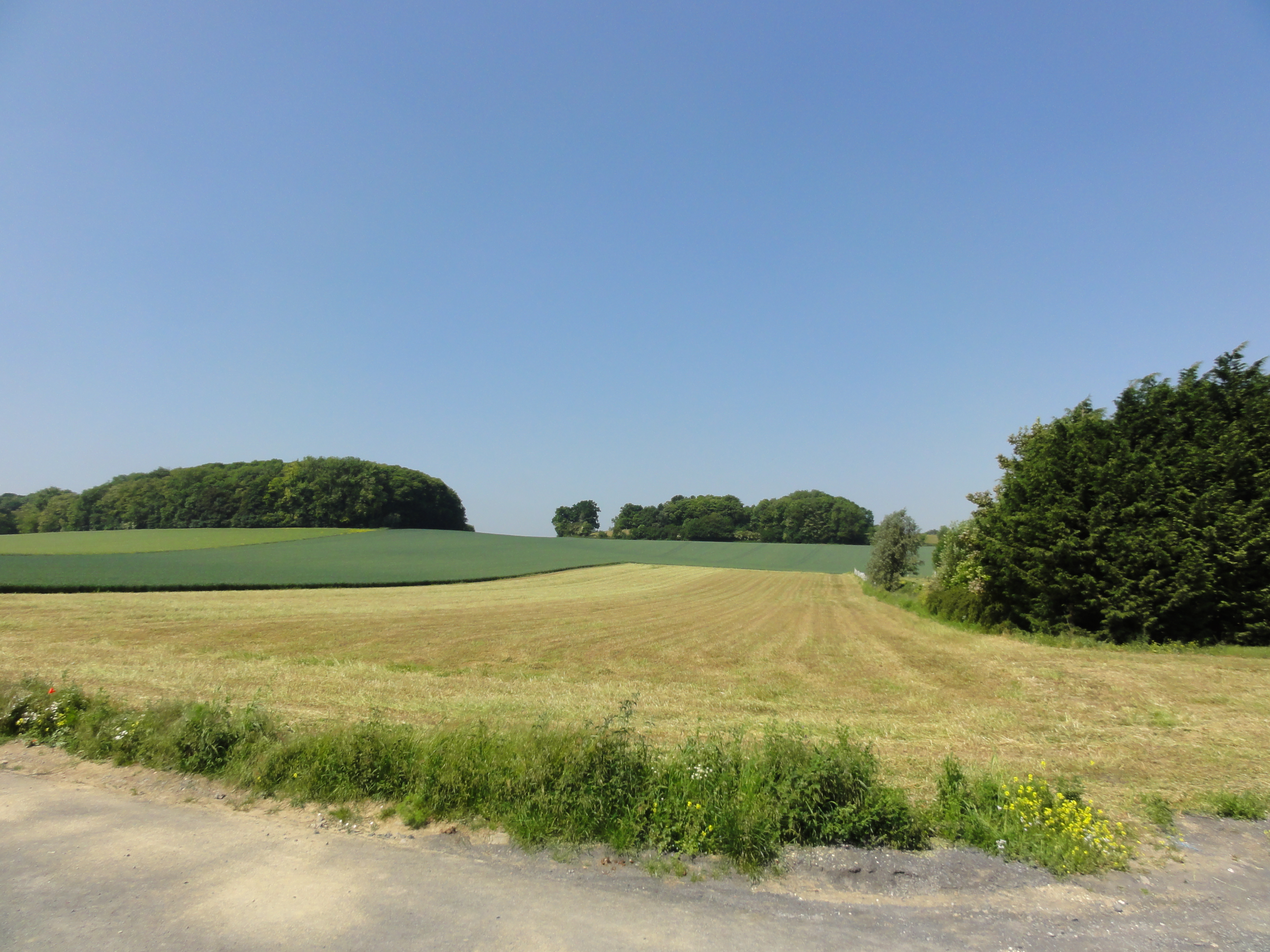
Emplacement réel du puits dans cette pâture.